# Kreisgericht Greifswald
Das Kreisgericht Greifswald war ein preußisches Kreisgericht in der damaligen Provinz Preußen mit Sitz in der Stadt Greifswald.

## Geschichte
1849 wurden in Preußen einheitlich Kreisgerichte geschaffen. Hierbei wurde die Patrimonialgerichtsbarkeit abgeschafft und die Patrimonialgerichte wurden aufgehoben. Auch die eingangs genannten Gerichte wurden aufgehoben und es entstand das Königliche Kreisgericht Greifswald im Sprengel des Appellationsgerichts Greifswald. Es war für den Landkreis Greifswald zuständig.
Das Kreisgericht war auch Schwurgericht. Am Gericht waren 1870 ein Direktor und zehn Kreisrichter eingesetzt. 1870 betrug die Zahl der Gerichtseingesessenen 83.383. Gerichtskommissionen waren in Grimmen, Lassan, Loitz und Wolgast eingerichtet. Gerichtstage wurden auf dem Anclamer Peenedamm und in Gützkow gehalten.
Im Rahmen der Reichsjustizgesetze wurde das Gerichtswesen in Deutschland 1879 vereinheitlicht. Damit wurde das Kreisgericht Greifswald aufgehoben und das königlich preußische Amtsgericht Greifswald mit Wirkung zum 1. Oktober 1879 als eines von elf Amtsgerichten im Bezirk des Landgerichtes Greifswald als Nachfolger gebildet. Auch die meisten Gerichtskommissionen wurden in Amtsgerichte umgewandelt (Amtsgericht Grimmen, Amtsgericht Loitz, Amtsgericht Wolgast).

## Richter
- Gustav Bödcher
- Max Ernst Eccius
- Ferdinand Wuthenow
- Hermann Kühne
- Heinrich Steinmetz
- Friedrich Rassow